# Inostemma leonardi
Inostemma leonardi är en stekelart som först beskrevs av Fouts 1925.  Inostemma leonardi ingår i släktet Inostemma och familjen gallmyggesteklar. Inga underarter finns listade i Catalogue of Life.